# 科林斯森特 (紐約州)
科林斯森特（英語：Collins Center）是位於美國紐約州伊利縣的非建制地區。

## 歷史
科林斯森特的郵局自1828年營運至今。

## 地理
科林斯森特所處的海拔為高於海平面336米（即1102英呎），而該地所採用的時區為UTC-5，即北美东部时区（EST）。同時該地設有夏令時間，為UTC-5調快一小時，即UTC-4（EDT）。